# Сенса
Сенса́ (фр. Sinsat) — коммуна во Франции, находится в регионе Юг — Пиренеи. Департамент коммуны — Арьеж. Входит в состав кантона Ле-Кабан. Округ коммуны — Фуа.
Код INSEE коммуны — 09296.

## Население
Население коммуны на 2008 год составляло 110 человек.
| 1962 | 1968 | 1975 | 1982 | 1990 | 1999 | 2008 |
| ---- | ---- | ---- | ---- | ---- | ---- | ---- |
| 62   | 75   | 80   | 110  | 97   | 109  | 110  |

## Экономика
В 2007 году среди 63 человек в трудоспособном возрасте (15—64 лет) 42 были экономически активными, 21 — неактивными (показатель активности — 66,7 %, в 1999 году было 60,6 %). Из 42 активных работали 33 человека (21 мужчина и 12 женщин), безработных было 9 (2 мужчины и 7 женщин). Среди 21 неактивных 1 человек был учеником или студентом, 12 — пенсионерами, 8 были неактивными по другим причинам.